# Lepthoplosternum pectorale
Lepthoplosternum pectorale es una especie de pez de la familia Callichthyidae en el orden de los Siluriformes.

## Morfología
• Los machos pueden llegar alcanzar los 6 cm de longitud total.

## Hábitat
Es un pez de agua dulce y de clima tropical (20 °C-22 °C ).

## Distribución geográfica
Se encuentran en Sudamérica:  cuenca del río Paraguay.